# Nulla poena sine lege
Nulla poena sine lege – łacińska sentencja prawnicza oznaczająca nie ma kary bez ustawy.
Organy państwowe działające w systemie prawa stanowionego mogą podjąć działania tylko w zakresie kompetencji, które przyznają im obowiązujące normy prawne. Czyn nie jest karalny, jeśli nie istnieje norma prawna ustanawiająca sankcję za ten czyn. Co więcej, niedopuszczalne jest wymierzenie sprawcy kary, której za popełniony przez niego czyn ustawa nie przewiduje. Nie tylko zatem sam czyn musi być określony w ustawie  (nullum crimen sine lege), lecz również kara przewidziana za ten czyn.
 Zapoznaj się z zastrzeżeniami dotyczącymi pojęć prawnych w Wikipedii.